# Franco Martelli (nave cisterna)
La Franco Martelli è stata una motonave cisterna italiana, violatore di blocco durante la seconda guerra mondiale.

## Storia
Completata nel 1939 nei Cantieri Navali Riuniti di Palermo, la Franco Martelli faceva parte di una serie di quattro grandi e moderne motonavi cisterna da 10.500 tonnellate di stazza lorda e 15.000 tonnellate di portata lorda, ordinate dall'Azienda Generale Italiana Petroli (AGIP), con sede a Roma, per i collegamenti oceanici. Le quattro navi vennero tutte battezzate con nomi di Medaglie d'oro al valor militare: la Franco Martelli fu la prima unità ad essere completata, e ad essa seguirono l'Iridio Mantovani, la Giulio Giordani e la Sergio Laghi, varate rispettivamente nel 1939, nel 1940 e nel 1942. Tali unità avevano il ponte di comando a centro nave ed una velocità di circa tredici nodi. Il carico poteva essere spostato mediante pompe alternative a vapore.
L'impostazione della Franco Martelli, nel 1937, avvenne alla presenza del capo del governo Benito Mussolini, mentre il varo dell'unità, il 17 maggio 1939, e quello, seguito poco dopo, della gemella Iridio Mantovani, ebbero grande risonanza nelle cronache del tempo, trattandosi di costruzioni interamente autarchiche. Le quattro petroliere gemelle rappresentavano quanto di meglio potesse offrire la cantieristica navale italiana dell'epoca. Completata nel corso del 1939, la Franco Martelli, che stazzava 10.535 tsl ed aveva una portata di 14.886 tpl, venne iscritta, con matricola 2277, al Compartimento marittimo di Genova.
Alla data dell'entrata dell'Italia nel secondo conflitto mondiale, il 10 giugno 1940, la petroliera, al comando del capitano di lungo corso Giuseppe Cardillo, si trovava a Recife (Pernambuco), in Brasile, dove stazionò inattiva per circa nove mesi.
Nel frattempo lo Stato Maggiore della Regia Marina aveva proposto ed ottenuto di mettere a punto un piano per far forzare il blocco alleato da parte dei mercantili rifugiati nelle nazioni neutrali più benevole nei confronti dell'Italia (Spagna, Brasile e Giappone) e farli giungere a Bordeaux, base atlantica italiana (Betasom) nella Francia occupata: le navi sarebbero passate sotto il controllo delle forze tedesche, mentre i carichi (ancora a bordo da quando, dopo la dichiarazione di guerra, si erano rifugiate nei porti neutrali) sarebbero stati trasferiti in Italia via terra. Dopo la trasmissione delle istruzioni da seguire per la partenza ed il viaggio, era stata organizzata la partenza dei vari mercantili, iniziando dalla Spagna continentale, dalla quale, tra il febbraio ed il giugno 1941, si trasferirono a Bordeaux i mercantili Clizia, Capo Lena ed Eugenio C.. Era poi stato organizzato il trasferimento delle navi che si trovavano nelle Canarie: tra aprile e giugno si erano trasferiti in Francia i mercantili Capo Alga, Burano, Todaro, Ida ed Atlanta, mentre erano andate perdute le navi cisterna Recco, Sangro e Gianna M. ed il piroscafo Ernani. Toccò quindi alle navi bloccate in Brasile (al largo delle cui coste stazionavano numerose navi da guerra britanniche): in quelle acque stazionavano il transatlantico Conte Grande, due navi cisterna e 15 navi da carico. Per mezzo dell'addetto navale in Brasile, capitano di fregata Torriani, e del suo vice, tenente di vascello Di Vicino, Supermarina contattò i comandanti delle varie navi e scelse quelle adatte ad affrontare una traversata oceanica che le portasse nella Francia occupata: allo scopo vennero selezionati cinque piroscafi, la motonave Himalaya, giunta dall'Eritrea, e due navi cisterna, mentre le restanti undici navi, giudicate in condizioni non idonee ad una lunga navigazione, vennero lasciate in Brasile.

Un’altra immagine della nave cisterna.

Per prime, la sera del 28 marzo 1941, furono fatte partire le due navi cisterna, la Frisco e la Franco Martelli, rispettivamente da Fortaleza e Recife. La Franco Martelli, in particolare, lasciò Recife alle otto di sera del 28 marzo, con a bordo 13.660 tonnellate di nafta, carico di particolare importanza. Le prime settimane di navigazione trascorsero tranquillamente e senza imprevisti. Alle nove del mattino del 18 aprile, mentre la Franco Martelli era in navigazione circa duecento miglia ad ovest da Belle Isle (e trecento miglia ad ovest di Saint Nazaire), con mare forza 4, la vedetta in coffa ed il comandante Cardillo avvistarono un aereo, proveniente da est, che venne riconosciuto come tedesco: il comandante diede perciò ordine di mostrare la bandiera italiana, stesa in coperta. Dopo aver effettuato un giro il velivolo si allontanò verso ovest, ma alle 9.45, in posizione 46°31' N e 8°46' O, la nave fu scossa da uno scoppio sul lato sinistro, a prua, che provocò un forte scossone verso centro nave ed una colonna d'acqua, nafta e rottami che ricaddero anche sul ponte: la Franco Martelli era stata silurata dal sommergibile britannico Urge. Il danno non sarebbe stato tale da provocare da solo l'affondamento della petroliera, ma lo scoppio fece saltare gli interruttori di massima elettrici dei motori ausiliari, azionati da motori elettrici, collocati nel locale macchina sotto il ponte di coperta, causando così l'arresto del motore principale. Il comandante Cardillo, ritenendo di aver urtato una mina (il recente sorvolo da parte dell'aereo tedesco lo portò ad escludere la presenza di sommergibili) ed essendosi la petroliera abbassata sull'acqua sino ad avere il ponte di coperta quasi a livello della superficie, diede ordine di abbandonare la nave: l'equipaggio, salito in coperta, iniziò pertanto le operazioni di messa a mare delle scialuppe, mentre il comandante Cardillo diceva al primo ufficiale che le imbarcazioni sarebbero rimaste in zona, così da poter tornare a bordo e rimettere in funzione i motori, per riprendere la navigazione, qualora si fosse trattato di una singola mina. Mentre l'equipaggio ammainava le lance, dodici minuti dopo il primo siluramento, l'Urge si portò a quota periscopica ed effettuò un secondo lancio, onde accelerare l'affondamento della nave: la Franco Martelli venne colpita da un secondo siluro, anch'esso sul lato sinistro, in corrispondenza della sala macchine. Il capitano Cardillo ordinò al radiotelegrafista di inviare i segnali radio di attacco da parte di sommergibile, ma questi ritornò poco dopo, spiegando che gli apparati radio ad onde corte, ad onde medie e di soccorso non funzionavano: il comandante ed il radiotelegrafista tornarono comunque nel locale RT per cercare di ripristinare almeno l'apparato di soccorso, ma, risultato inutile ogni sforzo, tornarono sul ponte lance. La maggior parte dell'equipaggio aveva già abbandonato la nave sulle scialuppe, che, per evitare di danneggiarsi urtando la murata, si erano scostate dalla nave; gli ultimi uomini rimasti si calavano da una biscaglina per poi tuffarsi in mare ed essere recuperati dalle lance. Per ultimi abbandonarono la nave il comandante Cardillo ed il motorista di garanzia della FIAT Bruno Manfrin: quest'ultimo, che era aggrappato alla biscaglina sotto il comandante Cardillo, esitò a gettarsi in mare, finché un colpo sollevò la biscaglina facendo cadere entrambi in acqua: il capitano Cardillo, svenuto, venne raccolto da una scialuppa e riprese i sensi dopo un'ora, mentre il motorista Manfrin non venne più ritrovato, risultando così l'unico disperso tra i 38 uomini che componevano l'equipaggio della Franco Martelli. La petroliera s'inabissò lentamente, affondando di poppa. Le scialuppe, dopo aver inutilmente cercato Manfrin e dopo essere state sorvolate da un aereo della Luftwaffe, fecero rotta verso sud usando le vele. Il velivolo tedesco comunicò l'accaduto alla base, pertanto le lance, giunte in prossimità della costa francese, vennero raggiunte e soccorse da alcuni dragamine tedeschi.

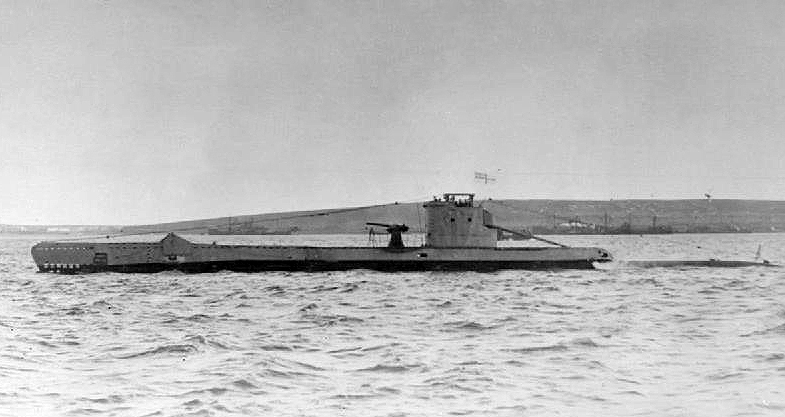
Il sommergibile britannico Urge.

Il comandante della base atlantica italiana di Betasom, ammiraglio di divisione Angelo Parona, dispose un'inchiesta sulle circostanze della perdita della nave cisterna. Al comandante Cardillo venne fatto notare che, se invece di abbandonare l'unità immobilizzata, l'equipaggio avesse sostituito i massimi saltati, rimesso in funzione i motori e compiuto un'ampia accostata dal lato opposto da quello da cui era arrivato il primo siluro, la nave avrebbe potuto evitare il secondo siluro, ma il comandante replicò affermando di aver ritenuto lo scoppio dovuto all'urto contro una mina – benché la profondità dei fondali rendesse piuttosto improbabile la presenza di un campo minato –, non pensando, dato che la Franco Martelli stava venendo sorvolata da un velivolo della Luftwaffe, che sorvegliava l'area, che vi potesse essere in zona un sommergibile avversario. Il comandante Cardillo spiegò inoltre di aver ritenuto, nell'incertezza del momento, che fosse meglio che l'equipaggio abbandonasse la nave, tornando successivamente a bordo qualora la petroliera avesse continuato a galleggiare, ma che il secondo scoppio si era verificato mentre l'equipaggio prendeva posto sulle scialuppe, circa dodici minuti dopo il primo: a quel punto era risultato evidente che si trattava di un siluro, ma era troppo tardi per salvare la nave. Nella relazione inviata a Supermarina il 27 aprile 1941 l'ammiraglio Parona riferì delle dichiarazioni del comandante Cardillo e, ritenendo che la nave fosse stata abbandonata troppo precipitosamente, suggerì di informare i comandanti della Marina mercantile su come procedere in caso di attacco nemico, sostenendo che il comportamento del comandante della Franco Martelli rivelasse una certa impreparazione sulla condotta da tenersi in tempo di guerra. Parona affermò inoltre che sarebbe stato opportuno modificare le rotte dei violatori di blocco qualora fossero state segnalate unità nemiche lungo tali percorsi.